# Itihāsas
Itihāsa ou poesia épica indiana é a poesia épica escrita no subcontinente indiano.  Escrita em sânscrito, tâmil e hindi, inclui algumas das mais antigas poesias épicas já criadas e algumas obras formam a base da literatura hindu.

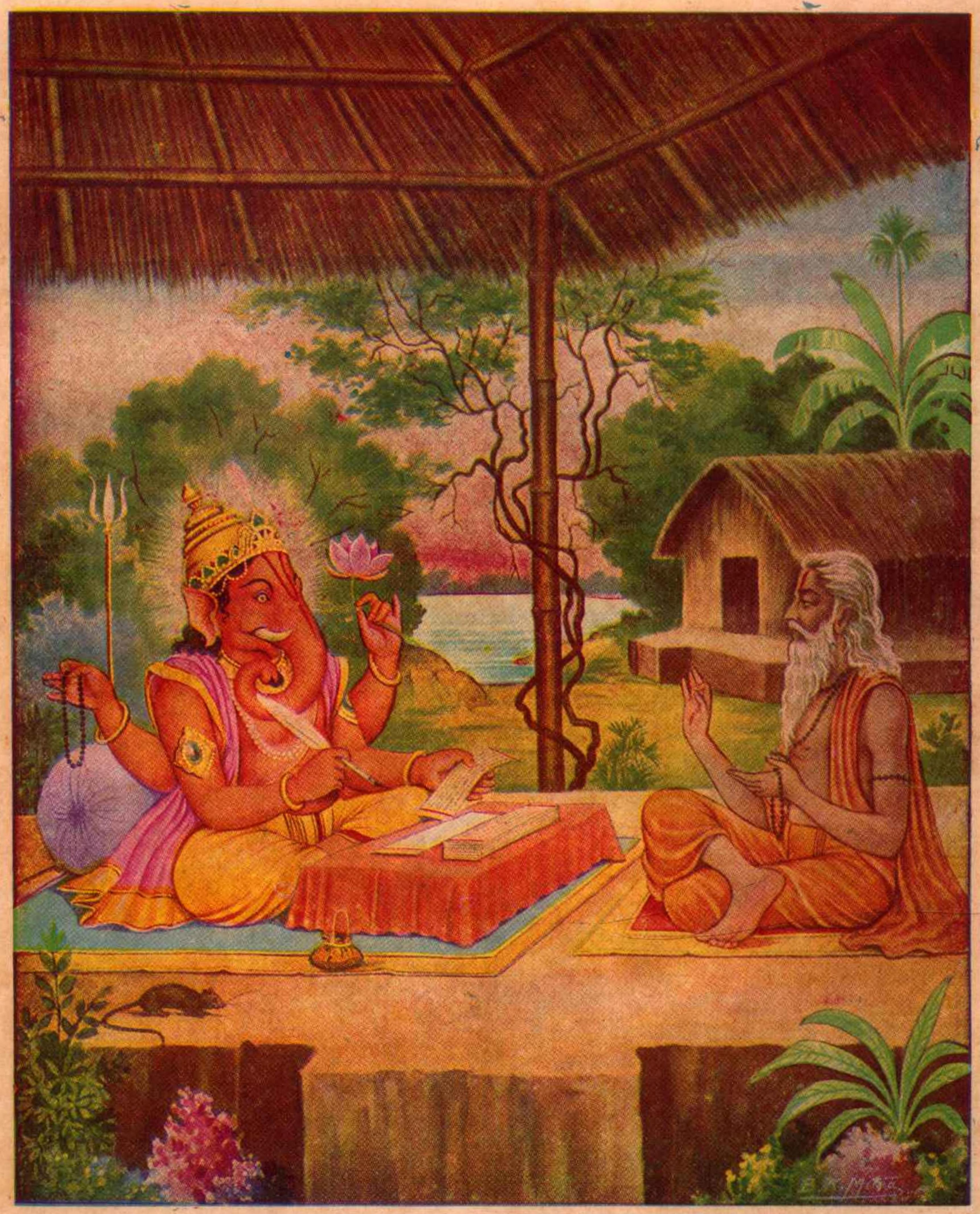
Representação de Ganesha a escrever o Mahabharata.

## Épicos em sânscrito
Os antigos épicos sânscritos, o Ramayana e o Mahabharata, também chamados de Itihāsa  ou Mahakavya ("Grandes Composições"), referem-se a poemas épicos que formam um cânon da literatura hindu. Certamente, a forma épica prevaleceu, e o verso foi e continuou, até muito recentemente, a forma preferida das obras literárias hindus. Adoração de heróis era e é um aspecto central da cultura indiana, e assim prontamente se deu a uma tradição literária que abundou na poesia épica e literatura. Os Puranas, uma coleção massiva de histórias em forma de verso dos muitos deuses e deusas hindus da Índia, seguiram nessa tradição.
O idioma desses textos, chamado de sânscrito épico, constitui a fase mais antiga do sânscrito clássico, seguindo o estágio mais recente do sânscrito védico encontrado nos Shrauta Sutras.
O famoso poeta e dramaturgo Kālidāsa também escreveu dois épicos: Raghuvamsha (Dinastia de Raghu) e Kumarasambhava (Nascimento de Kumar Kartikeya), apesar deles terem sido escritos em sânscrito clássico, e não em sânscrito épico.

## Épicos em tâmil
O período pós-sangam (século II-século VI) viu muitos grandes épicos em tâmil sendo escritos, incluindo Cilappatikaram (ou Silappadhikaram), Manimegalai, Jeevaga-chintamani, Valayapati e Kundalakesi. Mais tarde, durante o período Chola, Kamban (século XII) escreveu o que é considerado um dos mais grandiosos épicos tâmeis — o Kamba ramayanam de Kamban, baseado no Ramayana.

## Épicos em hindi
O primeiro épico a aparecer em Hindi foi o Ramacharitamanasa de Tulsidas (1543-1623), também baseado no Ramayana. É considerado um grande clássico da poesia e literatura épica hindi, e mostra o autor Tulsidas em total comando de todos os estilos importantes de composição — narrativo, épico, lírico e dialético. Ele deu um personagem humano ao Rama, o avatar hindu de Vishnu, retratando-o como um filho, marido, irmão e rei ideal.
Na literatura hindi moderna, Kamayani de Jaishankar Prasad chegou ao status de épico. A narrativa de Kamayani é baseada numa história mitológica popular, inicialmente mencionada em Satapatha Brahmana. É a história do grande dilúvio, e os personagens principais do poema épico são Manu (um homem) e Shraddha (uma mulher). Manu representa a psique humana e Shradha representa o amor. Outro personagem feminino é Ida, que representa a racionalidade. Alguns críticos imaginam que os três personagens principais do Kamayani simbolizam uma síntese de conhecimento, ação e desejos na vida humana.